# Osorkon III
Osorkon III (... – 758 a.C.) è stato un faraone della XXIII dinastia egizia.
| Nome Horo               | Sesto Africano | Eusebio di Cesarea | Altri nomi  |
| Ka nekhet heka im uaset | Osorcho        | Osorchon           | Osorkon III |

## Biografia
L'ascendeza di Usermaatra-setepenamon non è sicura, alcuni studiosi, tra cui Kenneth Kitchen lo considerano figlio di Sheshonq VI, ritenendo corretta la collocazione di questi subito dopo il fondatore della dinastia mentre altri, come David Aston lo ritengono figlio di Takelot II identificandolo con il Primo Profeta di Amon Osorkon B.

Argomento principale dei sostenitori che Osorkon III e Osorkon B siano state la stessa persona risiede nelle registrazioni del livello del Nilo a Karnak ove Osorkon III è indicato come figlio della Sposa principale Kamama merimut. Osorkon B, figlio di Takelot II risulta essere figlio della Sposa principale di questi Ka(ra) mama metimut.

Abile politico riuscì ad attribuire ai suoi figli importanti cariche sia nella regione direttamente controllata che a Tebe. Il figlio, e successore, Takelot ricoprì per alcuni anni l'incarico di Primo Profeta di Amon mentre la figlia Shepenupet I fu Divina Sposa di Amon, un ruolo che andava diventando sempre più rilevante. Un altro figlio, Nimlot ebbe il titolo di principe di Ermopoli.

Sposa principale di Osorkon III fu Karoadjet, madre di Shepenupet, mentre madre dei due figli Takelot e Rudamon fu Tentsai, una sposa secondaria.

Il regno di Osorkon III, che oltre ai titoli regali, mantenne sempre quello di Grande Capo dei Ma, ossia delle popolazioni di origine libica, potrebbe essere durato circa 28 anni anche se Sesto Africano ed Eusebio di Cesarea gli attribuiscono, rispettivamente, otto e nove anni.

## Titolatura
| G5 |

| G5 |

|       |
| \| \| |
|       |
|       |

|  |

|       |
| \| \| |
|       |
|       |

|  |

| G16 |

| G16 |

|  |

| G8 |

| G8 |

|  |

| M23 · X1 | L2 · X1 |

| M23 · X1 | L2 · X1 |

| N5 | F12 | C10 | i | mn · n | U21 · n |

| N5 | F12 | C10 | i | mn · n | U21 · n |

| N5 | F12 | C10 | i | mn · n | U21 · n |

| N5 | F12 | C10 | i | mn · n | U21 · n |

| N5 | F12 | C10 | i | mn · n | U21 · n |

| N5 | F12 | C10 | i | mn · n | U21 · n |

| N5 | F12 | C10 | i | mn · n | U21 · n |

| N5 | F12 | C10 | i | mn · n | U21 · n |

| G39 | N5 |

| G39 | N5 |

| i | mn · n | mr | H8 | Z1 | Q1 | V4 | Aa18 | i | r · V31 · n |

| i | mn · n | mr | H8 | Z1 | Q1 | V4 | Aa18 | i | r · V31 · n |

| i | mn · n | mr | H8 | Z1 | Q1 | V4 | Aa18 | i | r · V31 · n |

| i | mn · n | mr | H8 | Z1 | Q1 | V4 | Aa18 | i | r · V31 · n |

| i | mn · n | mr | H8 | Z1 | Q1 | V4 | Aa18 | i | r · V31 · n |

| i | mn · n | mr | H8 | Z1 | Q1 | V4 | Aa18 | i | r · V31 · n |

| i | mn · n | mr | H8 | Z1 | Q1 | V4 | Aa18 | i | r · V31 · n |

| i | mn · n | mr | H8 | Z1 | Q1 | V4 | Aa18 | i | r · V31 · n |